# Chambon-sur-Voueize
Chambon-sur-Voueize é uma comuna francesa na região administrativa da Nova Aquitânia, no departamento de Creuse. Estende-se por uma área de 33,58 km². Em 2010 a comuna tinha 885 habitantes (densidade: 26,4 hab./km²).